# 오야마 슌고
오야마 순고(1974년 4월 11일 ~ )는 일본의 전 종합격투기 선수이다. 대한민국의 종합격투기 단체 로드 FC의 초대 미들급 챔피언이기도 했다.

## 내력

### 어린 시절
5세 때 유도를 시작, 중학교 2학년 때 유도사숙 교도학사에 들어갔다. 교도학사 시절 동기들로는 요시다 요시유키, 다키모토 마코토, 고사이 다케시 등이 있다. 당시 교도학사의 학원생들은 세타가야 구립 현권 중학교 · 세타가야 학원 고등학교에 통학하면서 유도를 배웠다.

### 아마추어 시절
대학 시절 게이요 가스 공사 소속으로 유도 선수 생활을 했다. 이 시기 제 28회 전 일본 실업 유도 개인 선수권 대회 남자 81kg 급에서 우승한 경력이 있다.
대학을 졸업, 프로 종합격투기에 데뷔 하기 전 까지도 게이요 가스 공사 소속으로 유도 선수 생활을 했다. 이 때 삼보, 레슬링 등도 함께 수련했다. 1998년 일본 삼보 챔피언십에서 우승했고 2000년 3월 ADCC 서브미션 레슬링 월드 챔피언십에도 출전했지만 입상하지는 못했다. 하지만 그 해 9월 10일 아마추어 종합격투기 대회라고 할 수 있는 제 7회 전 일본 아마추어 슈토 선수권 대회에 출전, 라이트 헤비급 토너먼트에서 우승을 차지했다.

### 프로 시절
2001년 2월 미국 종합격투기 대회 ' King of the Cage '에서 프로 데뷔, 17초만에 카운터 오른손 훅 KO승을 거뒀다. 이후 프라이드 파이팅 챔피언십, HERO'S, 드림, 판크라스 등의 단체 등을 거치며 발렌타임 오브레임, 피터 아츠, 헨조 그레이시, 카를로스 뉴튼 등을 잡아내는 강자의 모습을 보여주기도 했지만, 미르코 크로캅, 반더레이 실바, 댄 핸더슨, 멜빈 맨호프, 윤동식 등 대부분의 당대 최고의 강자들에게 번번히 무릎을 꿇으며 은퇴의 위기에 몰렸다.
2011년 9월 대한민국의 종합격투기 단체 로드 FC와 계약하면서 화려히 재기, 미들급 토너먼트에서 우승하며 로드 FC 미들급 초대챔피언 자리에 올랐다. 하지만 ROAD FC 010: In Busan 대회에서 대한민국의 이은수에게 패하며 챔피언 자리를 내주고 말았다. 이후 판크라스에서 몇 경기 더 가진 뒤 은퇴했다.

## 총 전적
| 프로 종합격투기 전적 | 프로 종합격투기 전적 | 프로 종합격투기 전적 | 프로 종합격투기 전적 | 프로 종합격투기 전적 | 프로 종합격투기 전적 | 프로 종합격투기 전적 | 프로 종합격투기 전적 |
| -------------------- | -------------------- | -------------------- | -------------------- | -------------------- | -------------------- | -------------------- | -------------------- |
| 33 시합              | (T)KO                | 항복                 | 판정                 | 실격                 | 그 밖                | 비김                 | 무효                 |
| 14 승                | 3                    | 9                    | 2                    | 0                    | 0                    | 0                    | 0                    |
| 19 패                | 15                   | 3                    | 1                    | 0                    | 0                    | 0                    | 0                    |

### 프로 종합격투기 전적
| 결과 | 경기일자   | 대회명                            | 상대                  | 종료 라운드(시간) | 승부 방식                             | 장소                                                     | 비고 |
| ---- | ---------- | --------------------------------- | --------------------- | ----------------- | ------------------------------------- | -------------------------------------------------------- | ---- |
| 패   | 2014.12.06 | Pancrase - 263                    | 사쿠라이 유지         | 2R 01:03 / 3R     | TKO(코너 스톱)                        | 디퍼 아리아케, 도쿄, 일본                                |      |
| 패   | 2014.08.10 | Pancrase - 260                    | 나카무리 이케이       | 2R 01:01 / 3R     | KO(펀치)                              | 디퍼 아리아케, 도쿄, 일본                                |      |
| 승   | 2014.03.30 | Pancrase - 257                    | 공한동                | 1R 03:26 / 2R     | 서브미션(힐 훅)                       | 요코하마 문화 체육관, 요코하마, 가나가와, 일본           |      |
| 패   | 2013.09.29 | Pancrase 252 - 20th Anniversary   | 조단 커리             | 1R 05:00 / 2R     | 테크니컬 서브미션 (암트라이앵글 초크) | 요코하마 문화 체육관, 요코하마, 가나가와, 일본           |      |
| 패   | 2012.11.24 | ROAD FC 010: In Busan             | 이은수                | 1R 02:48 / 3R     | TKO(파운딩)                           | 벡스코 오디토리움, 부산광역시, 대한민국                  |      |
| 패   | 2012.09.23 | Rings - Vol. 2: Conquisito        | 아시프 타기에후       | 1R 04:44 / 2R     | TKO(니킥&파운딩)                      | 고라쿠엔 홀, 도쿄, 일본                                  |      |
| 패   | 2012.06.02 | Pancrase - Progress Tour 7        | 가와무라 료           | 1R 04:19 / 2R     | KO(사커 킥)                           | 디퍼 아리아케, 도쿄, 일본                                |      |
| 승   | 2012.02.05 | ROAD FC 006: The Final Four       | 손혜석                | 1R 02:10 / 3R     | TKO(펀치&파운딩)                      | 장충체육관, 서울특별시, 대한민국                         |      |
| 승   | 2012.02.05 | ROAD FC 006: The Final Four       | 김종대                | 1R 01:44 / 3R     | TKO(파운딩)                           | 장충체육관, 서울특별시, 대한민국                         |      |
| 승   | 2011.12.03 | ROAD FC 005: Night of Champions   | 데니스 강             | 1R 04:30 / 3R     | TKO(니킥)                             | 장충체육관, 서울특별시, 대한민국                         |      |
| 승   | 2011.09.04 | Pancrase - Impressive Tour 9      | 손규석                | 1R 00:11 / 3R     | KO(펀치)                              | 디퍼 아리아케, 도쿄, 일본                                |      |
| 승   | 2010.09.16 | MC - Martial Combat 10            | 브라이언 가스웨이     | 1R 01:50 / 3R     | 역 트라이앵글 초크                    | 리조트 월드 컨벤션 센터 컴패스 발룸, 센토사 섬, 싱가포르 |      |
| 패   | 2010.06.04 | X-1 - Nations Collide             | 비탈리우스 스햐먀토프 | 1R 01:31 / 3R     | KO(펀치)                              | 호놀룰루 닐S블라이스델 아레나, 호놀룰루, 하와이, 미국    |      |
| 승   | 2010.01.30 | KOTC - Toryumon                   | 마이크 위머           | 1R 01:44 / 3R     | 서브미션 (힐 훅)                      | 오키나와 컨벤션 센터, 일본, 기노완, 오키나와, 일본       |      |
| 패   | 2009.04.05 | Dream 8 - Welterweight GP 2009 OR | 앤드루스 나카하라     | 1R 02:00 / 2R     | TKO(파운딩)                           | 가이시 홀, 나고야, 아이치 현, 일본                       |      |
| 패   | 2008.04.29 | Dream 2 - Middleweight GP 2008 OR | 윤동식                | 2R 종료           | 판정(만장일치)                        | 올림픽 제1체육관, 서울특별시, 대한민국                   |      |
| 승   | 2007.10.28 | K-1 HERO's - HERO's 2007 in Korea | 카를로스 뉴튼         | 3R 02:42 / 3R     | TKO(펀치&파운딩)                      | 장충체육관, 서울특별시, 대한민국                         |      |
| 패   | 2006.10.09 | K-1 - Hero's 7                    | 멜빈 맨호프           | 1R 01:04 / 2R     | TKO(파운딩)                           | 요코하마 아레나, 요코하마, 가나가와, 일본                |      |
| 승   | 2006.08.05 | K-1 - Hero's 6                    | 로드리고 그레이시     | 2R 종료           | 판정(매조리티)                        | 아리아케 콜로세움, 도쿄, 일본                            |      |
| 패   | 2006.03.15 | K-1 - Hero's 4                    | 멜빈 맨호프           | 1R 02:51 / 2R     | TKO(컷)                               | 일본무도관, 도쿄, 일본                                   |      |
| 승   | 2005.12.31 | K-1 - Premium 2005 Dynamite!!     | 피터 아츠             | 1R 00:30 / 2R     | 서브미션(힐 훅)                       | 오사카 돔, 오사카, 일본                                  |      |
| 승   | 2005.11.05 | K-1 HERO's - HERO's 2005 in Seoul | 곽윤섭                | 1R 01:14 / 2R     | 서브미션(아킬레스 락)                 | 올림픽 제1체육관, 서울특별시, 대한민국                   |      |
| 패   | 2005.09.07 | K-1 - Hero's 3                    | 샘 그레코             | 1R 04:19 / 3R     | KO(니킥)                              | 아리아케 콜로세움, 도쿄, 일본                            |      |
| 승   | 2005.03.26 | K-1 - Hero's 1                    | 발렌타인 오브레임     | 1R 01:28 / 3R     | 서브미션(토홀드)                      | 사이타마 슈퍼 아레나, 사이타마, 일본                     |      |
| 패   | 2004.11.20 | ROTR 6 - Rumble on the Rock 6     | 션 오헤어             | 1R 00:31 / 3R     | TKO(파운딩)                           | 호놀룰루 닐S블라이스델 아레나, 호놀룰루, 하와이, 미국    |      |
| 패   | 2004.07.19 | Pride - Bushido 4                 | 미르코 크로캅         | 1R 01:00 / 3R     | TKO(파운딩)                           | 나고야 레인보우 홀, 나고야, 아이치 현, 일본              |      |
| 패   | 2003.03.16 | Pride 25 - Body Blow              | 댄 헨더슨             | 1R 03:28 / 3R     | TKO(파운딩)                           | 요코하마 아레나, 요코하마, 가나가와, 일본                |      |
| 패   | 2002.09.29 | Pride 22 - Beasts From The East 2 | 하이언 그레이시       | 1R 01:37 / 3R     | 테크니컬 서브미션 (암바)              | 나고야 레인보우 홀, 나고야, 아이치 현, 일본              |      |
| 승   | 2002.06.23 | Pride 21 - Demolition             | 헨조 그레이시         | 3R 종료           | 판정(만장일치)                        | 사이타마 슈퍼 아레나, 사이타마, 일본                     |      |
| 패   | 2001.07.29 | Pride 15 - Raging Rumble          | 발리드 이즈마이우     | 2R 02:30 / 3R     | 테크니컬 서브미션 암트라이앵글 초크   | 사이타마 슈퍼 아레나, 사이타마, 일본                     |      |
| 패   | 2001.05.27 | Pride 14 - Clash of the Titans    | 반더레이 실바         | 1R 00:30 / 3R     | TKO(파운딩)                           | 요코하마 아레나, 요코하마, 가나가와, 일본                |      |
| 패   | 2001.04.29 | KOTC 8 - Bombs Away               | 필립 밀러             | 1R 03:00 / 3R     | TKO(파운딩)                           | 콜루사 카지노, 윌리암스, 캘리포니아, 미국                |      |
| 승   | 2001.02.24 | KOTC 7 - Wet and Wild             | 마이크 버크           | 1R 00:17 / 3R     | KO(펀치)                              | 소보바 카지노, 샌 재신토, 캘리포니아, 미국               |      |